# Do-Up歌謡テレビ
『Do-Up歌謡テレビ』（ドゥーアップかようテレビ）は、1984年4月1日から1985年2月24日までテレビ朝日系列局で放送されていたテレビ朝日製作の音楽番組である。放送時間は毎週日曜 11:00 - 11:45 （日本標準時）。

## 概要
それまでクイズ番組とバラエティ番組の放送枠として使われ続けていた日曜11時台を、音楽番組枠へ転換する形で始められた番組。放送開始当初は、出演者のキャスティング、選曲、背景、スタジオ内のセット、演出方法、出演者の衣装に至るまで、あらゆるものを視聴者のリクエストに応えていくことをコンセプトにしていた。はがきが採用されると足跡が「Do-Up」となるスニーカーがもらえた。

## 出演者
- 明石家さんま
- 木原光知子